# Oedignatha platnicki
Oedignatha platnicki là một loài nhện trong họ Corinnidae.
Loài này thuộc chi Oedignatha. Oedignatha platnicki được miêu tả năm 1998 bởi Da-xiang Song & Zhu.